# Sabela
Sabela (nep. सबैला)– gaun wikas samiti w środkowej części Nepalu w strefie Dźanakpur w dystrykcie Dhanusa. Według nepalskiego spisu powszechnego z 2011 roku liczył on 1618 gospodarstw domowych i 8548 mieszkańców (4399 kobiet i 4149 mężczyzn).